# Światowy Dzień Choroby Parkinsona
Światowy Dzień Choroby Parkinsona (ang. World Parkinson's Disease Day, World PD Day) – święto obchodzone corocznie 11 kwietnia od 1997 roku, upamiętniające urodziny Jamesa Parkinsona, który jako pierwszy opisał objawy choroby neurodegradacyjnej nazwanej od jego nazwiska (PD).
Dzień ten został ustanowiony przez europejskie stowarzyszenie powstałe w 1992 roku, (ang. European Parkinson's Disease Association – EPDA), w celu zwiększenia świadomości społeczeństw na temat choroby oraz stymulowania nowych badań i innowacji leczenia. 
Celem tego święta jest również wsparcie pacjentów z chorobą Parkinsona i ich rodzin oraz eliminacja dyskryminacji chorych osób w miejscu pracy.
11 kwietnia 1997 EPDA, przy wsparciu  Światowej Organizacji Zdrowia (WHO), ogłosiło Kartę Praw Osób Chorych na Chorobę Parkinsona. Tego samego roku w maju powstała Grupa Robocza ds. Choroby Parkinsona (ang. Working Group on Parkinson's disease) utworzona przez WHO w Genewie wspierająca działania EPDA. Przeniosła Kartę Praw do Ogólnej Deklaracji (ang. Global Declaration) opracowanej na VII Światowym Sympozjum Chorych na Parkinsona  7 grudnia 2003 roku w Indiach. 
29 i 30 września 2006 w Lublanie odbyła się VI Konferencja EPDA w której wzięło udział ponad 200 delegatów z Europy, Australii, RPA, Nigerii, Turcji i USA. Na zakończenie Konferencji wszyscy uczestnicy podpisali Deklarację. Polskę reprezentowała Prezes Zarządu (2008–2010) Fundacji „Żyć z chorobą Parkinsona” Anna Dziedzic.
Pierwsze w Polsce Stowarzyszenie Osób z Chorobą Parkinsona działało oficjalnie od Pierwszego Walnego Zgromadzenia od  20 maja 1995 roku pod nazwą Stołeczne Stowarzyszenie Osób z Chorobą Parkinsona. W listopadzie 2009 roku Walne Zgromadzenie zmieniło statut, w którym najważniejszą zmianą była możliwość wstępowania do Stowarzyszenia także osób nie dotkniętych chorobą Parkinsona oraz zmiana struktury zarządu, co uczyniło go ciałem kolegialnym. Dokonało też zmiany nazwy na Mazowieckie Stowarzyszenie Osób z Chorobą Parkinsona.
Fundacja „Żyć z chorobą Parkinsona”, która jest członkiem EPDA, została założona w 2004 przez Jerzego Łukasiewicza.
Symbolem Światowego Dnia Choroby Parkinsona na całym świecie jest czerwony tulipan. Został przyjęty na IX Konferencji Światowego Dnia PD w Luksemburgu 11 kwietnia 2005. Jest jednocześnie logiem EDPA dzięki Grupie Roboczej WHO.